# Mittelwerk

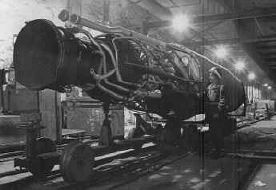
Tillverkning i Mittelwerk.

Mittelwerk var en underjordisk fabriksanläggning under berget Kohnstein, cirka två km sydväst om staden Niedersachswerfen i Thüringen i Tyskland. Anläggningen användes under andra världskriget av Tyskland för att framställa V-2-raketen, men även andra vapensystem. Anläggningen byggdes i en före detta gipsgruva och drivmedelsanläggning som tillhört Wifo. Anläggningen bemannades av fångar från det närbelägna koncentrationslägret Dora-Mittelbau. Mittelwerk indelades i tre sektioner: Nordwerk som användes för att bygga Junkers-motorer, Mittelwerk I där man byggde V-2 och Mittelwerk II där V-1 sattes samman.